# Gabriele Signore
Gabriele Signore (Lecce, 6 aprile 1987) è un rugbista a 15 italiano attivo nel ruolo di seconda linea.

## Biografia
Nato a Lecce iniziò con il rugby nel Trepuzzi, club con cui ha fatto tutta la trafila delle giovanili fino ad entrare in prima squadra e conquistò nel 2009 la storica promozione in Serie B (prima squadra pugliese in terza serie). Confermato nella stagione 2009-10 fino alla retrocessione nel 2011, in estate si accordò con la Svicat di Campi Salentina in Serie C: il primo anno non si andò oltre il secondo turno dei play-off mentre nel 2013 raggiunse la seconda promozione in serie B.
Guidata dal nuovo allenatore Giacomo Fedrigo, la Svicat concluse al sesto posto il primo campionato di serie B. A campionato concluso seguì Fedrigo a Udine in serie A: al termine della stagione 2014-15 le buone prestazioni gli garantirono l'ingaggio del San Donà in Eccellenza, senza però essere mai schierato in campo.
Fece ritorno in Puglia giocando con il Salento Rugby in serie C fino all'ingaggio, nell'estate 2018, con la neo-promossa in Top12 del Verona. La stagione dell'esordio in massima serie si rivelò deludente e si concluse con la retrocessione dopo i play-out con la S.S. Lazio.
Ad agosto 2019 si trasferisce a Firenze ingaggiato da I Medicei.